# Tristano Torelli
Tristano Torelli (Roma, 5 febbraio 1911 – ...) è stato un fumettista e editore italiano, ideatore della serie western Piccolo Sceriffo.

## Biografia
Figlio del giornalista ed editore Guglielmo, alla fine della seconda guerra mondiale intraprese con successo l'attività di editore di albi a fumetti in formato a strisce.
Esordì nel 1945 pubblicando Ravengant, serie poliziesca creata da Mario Uggeri. Il successivo Carnera, pubblicato a partire dal 1947, sancì il debutto di Torelli nelle vesti di sceneggiatore.
Nel 1948 ideò e diede inizio alle pubblicazioni del suo maggiore successo, la serie western Piccolo Sceriffo, che toccò le 200 000 copie di tiratura e fu tradotta anche in Francia, Spagna, Messico e Brasile. Altre serie di successo scritte ed edite da Torelli furono Ridolini, Sciuscià, Nat del Santa Cruz, El Bravo e Radar, uno dei primissimi supereroi italiani, pubblicato anche in Inghilterra con il nome di Wonderman.
Nel 1972 Torelli abbandonò l'attività di editore e si ritirò a vivere nel Principato di Monaco, dove pure continuò per alcuni anni ad essere attivo come sceneggiatore di fumetti.